# Roland Kpotsra
Roland Yao Kpotsra (* 20. Februar 1947 in Lomé; † 10. Oktober 2018) war ein togoischer Politiker und Diplomat. Kpotsra war Botschafter seines Landes bei den Vereinten Nationen, von Dezember 2002 bis Juli 2003 war er Außenminister Togos.

## Leben
Kpotsra arbeitete ab 1974 im Außenministerium. Von September 1976 bis Februar 1979 war er Sekretär der togoischen Botschaft bei den Vereinten Nationen, anschließend fungierte er dort als Botschaftsrat bis April 1980 und als Geschäftsträger von April bis August 1980. Ab September 1980 bis Mai 1982 war er erster Botschaftsrat der togoischen Botschaft in Brasilien.
Im togoischen Außenministerium war Kpotsra sowohl Direktor der Abteilung für Vertrags- und rechtliche Angelegenheiten vom 23. Juli 1982 bis 5. Januar 1988 als auch Direktor für die administrative und personelle Leitung des Ministeriums vom 9. Oktober 1987 bis August 1990. Ab September 1990 bis Juni 1991 war er kurzzeitig Geschäftsträger der Vertretung in Simbabwe.
Anschließend war Kpotsra von September 1992 bis zum 23. März 1993 Beauftragter des Außenministeriums und von März 1993 bis 1996 Generalsekretär des togoischen Außenministeriums. Am 11. Dezember 1996 wurde Kpotsra erstmals zum Vertreter Togos bei den Vereinten Nationen ernannt und blieb dieses bis Dezember 2002.
Mit der Regierungsbildung im Anschluss an die togoischen Parlamentswahlen von 2002 wurde er am 3. Dezember togoischer Außenminister, bei der Umbesetzung des Kabinetts im Juli 2003 wechselte er in die Position des Ministers zur Förderung der Demokratie und Rechtsstaatlichkeit, welches er bis zum 20. Juni 2005 innehatte. Am 1. Oktober 2007 wurde er neuerlich zum Botschafter Togos bei den Vereinten Nationen ernannt.